# Landtagswahlkreis Baden-Baden
Der Landtagswahlkreis Baden-Baden (Wahlkreis 33) ist ein Landtagswahlkreis in Baden-Württemberg. Er umfasst den Stadtkreis Baden-Baden sowie die Gemeinden Bühl, Bühlertal, Hügelsheim, Lichtenau, Ottersweier, Rheinmünster und Sinzheim im Landkreis Rastatt.

## Wahl 2021
Die Landtagswahl 2021 ergab folgendes Ergebnis:
| Direktkandidat        | Partei       | Stimmen in % | Landtagswahl 2016 Stimmen in % |
| --------------------- | ------------ | ------------ | ------------------------------ |
| Hans-Peter Behrens    | Grüne        | 32,6         | 32,7                           |
| Tobias Wald           | CDU          | 27,8         | 29,3                           |
| Kurt Hermann          | AfD          | 8,9          | 14,5                           |
| Emile Yadjo-Scheuerer | SPD          | 11,1         | 10,0                           |
| René Lohs             | FDP          | 8,8          | 8,5                            |
| Beate Schneider       | Die Linke    | 2,7          | 2,4                            |
| Marcel Friedmann      | ÖDP          | 0,7          | 0,8                            |
| Thomas Schindler      | Freie Wähler | 3,8          | –                              |
| Ralf Baßler           | dieBasis     | 2,2          | –                              |
| Günther Beikert       | KlimalisteBW | 0,9          | –                              |
| Robin Gscheidle       | Volt         | 0,6          | –                              |
|                       | Sonstige     | –            | 1,8                            |

## Wahl 2016
Die Landtagswahl 2016 hatte folgendes Ergebnis:
| Direktkandidat             | Partei    | Stimmen in % | Landtagswahl 2011 Stimmen in % |
| -------------------------- | --------- | ------------ | ------------------------------ |
| Beate Böhlen               | Grüne     | 32,7         | 24,6                           |
| Tobias Wald                | CDU       | 29,3         | 43,2                           |
| Joachim Kuhs               | AfD       | 14,5         | –                              |
| Werner Henn                | SPD       | 10,0         | 19,6                           |
| Hans Schindler             | FDP       | 8,5          | 5,7                            |
| Anni Böse                  | DIE LINKE | 02,4         | 2,4                            |
| Helmut Weßbecher           | ALFA      | 1,1          | –                              |
| Susanne Härer              | ödp       | 0,8          | –                              |
| Bernd Geider               | NPD       | 0,3          | 0,9                            |
| Heinrich Paul Müller       | REP       | 0,2          | 0,8                            |
| Angelique Gabriele Wiemann | Rechte    | 00,1         | –                              |

## Wahl 2011
Die Landtagswahl 2011 hatte folgendes Ergebnis:
| Direktkandidat       | Partei    | Stimmen in % | Landtagswahl 2006 Stimmen in % | Landtagswahl 2001 Stimmen in % |
| -------------------- | --------- | ------------ | ------------------------------ | ------------------------------ |
| Tobias Wald          | CDU       | 43,2         | 48,5                           | 51,3                           |
| Armin Zeitvogel      | SPD       | 19,6         | 22,6                           | 28,9                           |
| Beate Böhlen         | Grüne     | 24,6         | 11,5                           | 06,2                           |
| Michael Bauer        | FDP       | 05,7         | 11,3                           | 08,7                           |
| Sebastian Hildebrand | DIE LINKE | 02,4         | WASG: 2,8                      | 0–                             |
| Berthold Jung        | AUF       | 01,1         | –                              | –                              |
| Wolfgang Weinbrecht  | REP       | 00,8         | 01,4                           | 03,1                           |
| Albert Baumgärtner   | NPD       | 00,9         | 00,8                           | –                              |
| Ian Morrison-Cleator | PIRATEN   | 01,8         | –                              | –                              |
| –                    | Sonstige  | –            | 01,1                           | 01,5                           |

Beate Böhlen (Grüne) erhielt ein Zweitmandat.

## Abgeordnete seit 1976
Bei den Landtagswahlen in Baden-Württemberg hat jeder Wähler eine Stimme, mit der sowohl der Direktkandidat als auch die Gesamtzahl der Sitze einer Partei im Landtag ermittelt werden. Dabei gibt es keine Landes- oder Bezirkslisten, stattdessen werden zur Herstellung des Verhältnisausgleichs unterlegenen Wahlkreisbewerbern Zweitmandate zugeteilt.
Den Wahlkreis Baden-Baden vertraten seit 1976 folgende Abgeordnete im Landtag:
| Partei | Art des Mandats | Abgeordnete                                                                                                  |
| ------ | --------------- | --- |
| CDU    | Erstmandat      | Egon Gushurst 1976, 1980, 1984 Ulrich Wendt 1988 Ursula Lazarus 1992, 1996, 2001, 2006 Tobias Wald 2011      |
| CDU    | Zweitmandat     | Tobias Wald 2016, 2021, Mandat niedergelegt im November 2023 Cornelia von Loga nachgerückt im Dezember 2023  |
| GRÜNE  | Erstmandat      | Beate Böhlen 2016, Mandat niedergelegt im Oktober 2019 Hans-Peter Behrens nachgerückt im November 2019, 2021 |
| GRÜNE  | Zweitmandat     | Beate Böhlen 2011                                                                                            |